# Capità Haddock
El capità Haddock és un personatge de ficció de la sèrie de còmics belga Les aventures de Tintín, d'Hergé. Capità de marina, Archibald Haddock és un vell llop de mar, un entranyable company de viatge de Tintín al llarg de bona part de les seves aventures. Apareix a 17 àlbums dels 25 tradicionalment admesos com a oficials; la seva primera aparició és a El cranc de les pinces d'or publicada inicialment serialitzat a Le Soir Jeunesse. La seva primera aparició es va produir al número del 2 de gener de 1941, en el que es publicava la desena part de la història. Curiosament, el lector no coneixerà el seu nom de pila, Archibald, fins al penúltim àlbum de la sèrie, Tintín i els "Pícaros".

## Biografia de ficció
El capità Haddock recorre el món, per mar i per terra, com a company del reporter Tintín i el gosset Milú. És molt amic d'en Tornassol (excepte quan el tracte d'aquest requereix una dosi excessiva de paciència), tracta com un pare autoritari als Dupond i Dupont, té una amistat estranya (i malsoferta) amb la Bianca Castafiore, no sap com dir que no a en Serafí Llantió, i simpatitza amb el seu antic amic Chester i amb el noiet xinès Xang. Té moltes altres relacions personals (bones i dolentes) amb altres personatges, per exemple amb el dolent Allan Thompson.
Vell afeccionat a la pipa i al Loch Lomond, gran amic de l'insult culte i "refinat" (la qual cosa a voltes ocasiona disbauxes i problemes a la resta del grup), és propietari del castell del Molí. Val a dir que preferiria estar-se a casa tranquil en comptes de córrer aventures.